# Menahem Ussishkin
Avraham Menahem Mendel Ussishkin (hébreu : אברהם מנחם מנדל אוסישקין), né le 16 août 1863 à Doubrowna, dans l'Empire russe (auj. en Biélorussie) et mort le 2 octobre 1941 à Jérusalem, est un homme politique sioniste, ingénieur et enseignant juif de Palestine ottomane puis mandataire.

## Biographie
Ussishkin naît à Doubrowna, petite localité de Biélorussie, alors dans la Russie tsariste, en 1863, et s'installe en Palestine en 1903. Il est l'un des fondateurs du mouvement Hibbat Tzion (Amants de Sion). Il rejoint les rangs du sionisme politique dont il devient l'un des leaders. Il s'oppose fermement au projet Ouganda. Il dirige le Fonds national juif (KKL) de 1923 jusqu'à sa mort en 1941. Il pose comme fondement principal du sionisme l'implantation humaine et agricole en « Terre d'Israël ». Il est également un des promoteurs de la renaissance de la langue hébraïque en Palestine.
Ingénieur diplômé de l'école polytechnique de Moscou, il est l'un des fondateurs de l'association des enseignants de Palestine. Puis il retourne en Russie, où il devient directeur du "Conseil Odessa", et s'investit dans le projet sioniste. Il participe à la Conférence sur la Paix à Paris en 1919, où son discours en hébreu sur les droits du Peuple juif fait grand éclat. C'est cette même année qu'il retourne en Palestine, alors sous le régime du mandat britannique. En 1921- 1923, il est le président de la direction de l'Organisation sioniste mondiale. En 1935-1941 il dirige le comité exécutif de cette organisation. 
Le kibboutz Kfar-Ménahem est nommé en son hommage. Il est le grand-père de l'archéologue israélien David Ussishkin.